# 新戀愛世紀
《新戀愛世紀》是1998年出品的一部香港電影，以愛情故事為題材，由王晶執導、監製及編劇，黎明、雷頌德、劉嘉玲、舒淇等演出，在香港及日本進行拍攝。

## 情節介紹
電影內容以三段的愛情作為故事題材，Maggie是一個化妝品銷售員，其男友Bill是一個白領職員。Maggie既要面對麻煩的老闆和顧客，又要面對經常向她索取金錢的賭徒父親，生活壓力很大。Bill一表人才，但事業發展停滯不前，兩人相戀多年後最終分手收場。Bill決定離開香港，到外地創業，6年後，Bill事業有成，並且認識了一名影星女友Joey。有一天，Bill在東京遇見Maggie，原來Maggie即將與江湖老大和平哥結婚，這時候Bill才發現自己深愛著Maggie，與此同時，一個叫Moon的女子原來一直在暗戀著Bill，他們之間展開了多段的愛情故事。

## 主要角色
- 黎明－Bill，是個一表人才的白領職員，其後創業成功。
- 劉嘉玲－Maggie，是一名化妝品銷售員。
- 舒淇－Joey，是一名國際影星。
- 雷頌德－Sunny，是一名牙醫，Bill的好友[8]。
- 鄭浩南－Peace，是一名江湖老大。
- 李力持－Maggie的老闆
- 鄒凱光－迴轉壽司店經理
- 李鞍－Moon，是Bill的助手，Sunny的妹妹。

## 電影歌曲
- 《不要講兩次》（作曲：雷頌德；填詞：黃偉文；編曲：雷頌德；主唱：黎明）
- 《我沒有騙你》（作曲：雷頌德；填詞：林夕；編曲：雷頌德；主唱：黎明）